# 异乡异客
《异乡异客》（英語：Stranger in a Strange Land）是美国科幻小说作家罗伯特·海因莱因著名的作品之一。於1961年發表，1962年獲得雨果奖。罗伯特·海因莱茵也從英國作家吉卜林故事集《叢林奇譚》獲得故事靈感。
书名《异乡异客》出自《圣经》（出埃及记2:22）。这本书的原定标题是《一个叫史密斯的火星人》，也是小说结尾处一个角色开始编写的剧本的名字。
《异乡异客》赢得了1962年雨果奖最佳小说奖，并成为第一部进入《纽约时报书评》畅销书榜单的科幻小说。2012年，美国国会图书馆将其评为“塑造美国的88本书”之一。

## 劇情
首次登陆火星的地球探险家全部遇难，只在火星上留下一个孤儿。二十五年后，第二支火星探险队将这个被火星人抚养长大的孩子带回了地球。按照地球法律，瓦伦丁·迈克尔·史密斯成为火星的拥有者。于是，从返回地球的那一刻起，他立即成为各大势力争夺的对象。但是，此时的迈克尔·史密斯对地球和人类一无所知。以火星人的眼光来看，他觉得这个新世界简直不可理喻，人与人之间充满尔虞我诈；这里没有爱，只有冷漠。所幸他遇到了一位出色的导师—作家朱巴尔·哈肖，哈肖像父亲一样引导着他，为他指出这个世界的荒谬，帮助他战胜蜂拥而来的“秃鹫”。迈克尔·史密斯迅速成长起来，他明白了自己的使命：召唤这个世界，用爱战胜邪恶。他将成为一名先知，等待着他的是无数先知的宿命。

## 出版历史
《异乡异客》有两个主要版本：
1. 1961年版本：应出版社要求，海因莱因将原稿删减了25%，约6万字被删除，其中包括对美国性和宗教态度的一些尖锐批评。[5]这本书面向主流读者市场，截至1997年，精装版的《异乡异客》已售出超过10万册，平装版接近五百万册。
2. 1991年版本：由海因莱因的遗孀弗吉尼亚从加州大学圣克鲁斯分校的特别收藏部档案中找回，并在海因莱因去世后出版，恢复了所有删减内容。1989年，弗吉尼亚根据1976年版权法续签了《异乡异客》的版权，并取消了现有的出版合同。

海因莱因本人在1972年写给奥伯龙·泽尔-雷文哈特的一封信中表示，他认为较短的编辑版更好。他写道：“《异乡异客》从未被任何人以任何方式审查。初稿几乎是出版版本的两倍长。我自己删减了它，以使其达到商业长度。但我没有删掉任何重要的东西；我只是尽可能地修剪了多余的词句。也许你已经注意到，尽管它很长，但读起来很快；这就是原因。……《异乡异客》的原始最长版本……真的不值得你费心，因为它始终是同一个故事——只是讲得不那么好。删减版显示了确切删掉了什么——没有什么值得阅读的。我学会了为低俗杂志写作，在那里按字数付费，而不是按篇幅付费；直到我开始为《星期六晚邮报》写作，我才学会了简洁的美德。”
此外，由于海因莱因在编辑商业发布的手稿时添加了材料，1991年出版的原始手稿缺少了一些首次出版时的内容。

## 外部連結
- 列在網路推理小說資料庫中的《Stranger in a Strange Land》
- List of Characters（页面存档备份，存于）
- Themes, Motifs, and Symbols （页面存档备份，存于）